# Johannes Schaaf
Johannes Schaaf (Stuttgart 7 d'abril de 1933 - 1 de novembre de 2019) va ser un director i actor de cinema, teatre i òpera alemany. Algunes de les seves pel·lícules han estat reconegudes internacionalment. El seu focus es va traslladar a l'òpera als anys vuitanta i va treballar amb molts dels principals teatres d'òpera internacionals d'Europa i va ser convidat a dirigir en diversos teatres d'òpera de renom als Estats Units i Àsia.
Inicialment va estudiar medicina a les universitats de Tübingen i Berlín, però es va traslladar al teatre durant la dècada de 1950, durant la qual va treballar al Staatstheater Stuttgart com a actor i subdirector d'escena. El 1958 va començar a dirigir-se al Teatre Ulm. Durant els anys seixanta fou aclamat per diverses produccions de pel·lícules i televisió. La seva pel·lícula Trotta va ser nominada al Palma d'Or al 25è Festival Internacional de Cinema de Canes de 1972. Va ser cap del jurat al 19è Festival Internacional de Cinema de Berlín. La seva pel·lícula Tätowierung va ser una de les primeres pel·lícules que va abordar les tensions generacionals durant els primers anys de la "revolució estudiantil" d'Alemanya.
Als anys vuitanta es va dirigir cada cop més cap al teatre i l'òpera. La seva última pel·lícula va ser Momo el 1986. Va dirigir obres de teatre al Burgtheater de Viena, al Teatre Schiller de Berlín, al Residenztheater de Múnic i al Festival de Salzburg (Leonce i Lena, Nathan el savi, La Folle Journée de Beaumarchais). Va dirigir l'òpera al Festival de Salzburg: Capriccio, La flauta màgica i Die Entführung aus dem Serail, treballant amb el director Georg Solti. Al Royal Opera House de Covent Garden a Londres va dirigir les peces de Mozart Idomeneo, Les noces de Fígaro (1987), Così fan tutte (1989), i Don Giovanni. Amb el director Nikolaus Harnoncourt va dirigir Idomeneo (1987) i Così fan tutte (1989) a Òpera de l'Estat de Viena. Ha treballat a l'Òpera de l'Estat de Baviera i De Nationale Opera, així com al Staatstheater Stuttgart: Ledi Màkbet Mtsènskogo Uiezda, Wozzeck, Rigoletto, Simon Boccanegra, Hansel i Gretel, Falstaff i Píkovaia dama.
La seva producció de Boris Godunov a l'Òpera de l'Estat de Baviera també es va mostrar a la gran inauguració del Centre d'arts escèniques de Tel-Aviv. Ha dirigit Otel·lo a Estocolm, Fidelio, Die Fledermaus, Eugene Onegin i Król Roger per Karol Szymanowski a Amsterdam. L'Òpera de Zúric va ser espectacle de la seva producció de l'Aida de Verdi, així com una nova i molt apreciada versió de l′Oberon de Weber.
Schaaf va viure i va treballar durant molts anys de l'inici de la seva carrera amb l'actriu Rosemarie Fendel; des del 1984 està casat amb la cantant d'òpera Stella Kleindienst.

## Filmografia

### Director
- 1963: Ein ungebetener Gast (TV)
- 1964: Hotel Iphigenie (TV)
- 1965: Im Schatten einer Großstadt (TV)
- 1965: Die Gegenprobe (TV)
- 1966: Große Liebe (TV)
- 1965: Der Mann aus dem Bootshaus (TV)
- 1967: Tätowierung
- 1971: Trotta
- 1973: Traumstadt
- 1975: Der Kommissar – "Der Mord an Dr. Winter" (TV)
- 1986: Momo

### Actor
- 1960: Aufruhr (TV)
- 1960: Terror in der Waage (TV)
- 1961: Die Nashörner (TV)
- 1961: Zwischen den Zügen (TV), com Johnny
- 1961: Unsere kleine Stadt (TV)
- 1962: Die Feuertreppe (TV), com Eddie
- 1967: Alle Jahre wieder, com Spezie
- 1970: El primer amor, com Nirmatsky
- 1970: Bali, com Bradford
- 1971: Das falsche Gewicht, com Gendarme Slama
- 1971: Jaider, der einsame Jäger
- 1973: Im Reservat (TV)
- 1975: Der Kommissar – "Sturz aus großer Höhe" (TV), com Hans Werner Schäfer
- 1975: Der Kommissar – "Der Held des Tages" (TV), com Robert Stimmel
- 1975: John Glückstadt
- 1983: Wenn ich mich fürchte, com Ing. Hübner